# Kohl-Briefmarken-Handbuch
Das Kohl-Briefmarken-Handbuch oder Kohl-Handbuch ist ein philatelistisches Handbuch, zunächst herausgegeben durch den Verlag Paul Kohl. Es enthält ausführliche Informationen über Herstellung, Ausgabe und Verwendung der Briefmarken verschiedener Postgebiete und damit verbundener Hintergrundinformation. Es basiert auf dem „Großen Katalog“ von Paul Kohl und kam in 40 Teillieferungen nach und nach heraus.
Zwischen 1923 und 1936 verfasste es vor allem Herbert Munk mit fünf Bänden und zusammen 5335 Seiten. Munk war finanziell unabhängig und widmete sich mit Energie diesem Werk. Die Auflage lag erst bei 6.000 Stück und stieg dann schließlich auf 10.000 Stück.
Das Unternehmen von Paul Kohl ging über an Rudolf Siegel, der aber 1925 Konkurs machte. Deswegen wurde 1925 der Verein der Freunde des Kohl-Briefmarkenhandbuchs gegründet, der das Werk fortan verlegte. Alfred F. Lichtenstein erwarb das Copyright für den New Yorker Collectors Club. Die Royal Philatelic Society London kaufte die Rechte und brachte das Handbuch auch in englischer Sprache heraus.
Für seine Verdienste um das Handbuch wurde Munk im Jahr 1925 mit der Lindenberg-Medaille, 1930 mit dem Sieger-Preis und 1936 mit der Crawford-Medaille geehrt.
Die Lieferungen 19 bis 25 über Großbritannien und deren Gebiete verfasste J. B. Seymour. Den Teil für Bayern schrieb Erich Stenger. Ab 1938 bis 1944 setzte Hans von Rudolphi das Werk mit zwei weiteren Bänden mit dem Titel „Handbuch der Briefmarkenkunde“ fort. Die Arbeitsgemeinschaft „Neues Handbuch“ führte die Reihe mit weiteren Handbüchern fort. Diese sind als Fortsetzung des damals unvollendeten Kohl-Handbuchs gedacht.